# Gérald Passi
Gérald Passi (ur. 21 stycznia 1964 w Albi) – piłkarz francuski grający na pozycji pomocnika. W swojej karierze rozegrał 11 meczów w reprezentacji Francji, w których strzelił 2 gole.

## Kariera klubowa
Swoją karierę piłkarską Passi rozpoczął w klubie AS Béziers. Następnie przeszedł do Montpellier HSC. W sezonie 1981/1982 zadebiutował w jego barwach w pierwszej lidze francuskiej. Na koniec tamtego sezonu spadł z Montpellier do drugiej ligi. W Montpellier grał do 1985 roku i wtedy też odszedł do pierwszoligowego Toulouse FC. W drużynie z Tuluzy występował do końca sezonu 1989/1990.
W 1990 roku Passi przeszedł do AS Monaco. W 1991 roku zdobył z nim Puchar Francji, a w sezonie 1991/1992 dotarł do finału Pucharu Zdobywców Pucharów. W nim Monaco uległo 0:2 Werderowi Brema, a Passi grał przez 90 minut.
W 1992 roku Passi trafił do AS Saint-Étienne. Występował w nim do 1995 roku. W drugiej połowie 1995 grał w japońskiej J-League, w klubie Nagoya Grampus, w którym zakończył swoją karierę.
| Sezon   | Klub             | Kraj    | Rozgrywki  | Mecze | Bramki |
| ------- | ---------------- | ------- | ---------- | ----- | ------ |
| 1981/82 | Montpellier HSC  | Francja | Division 1 | 4     | 0      |
| 1982/83 | Montpellier HSC  | Francja | Division 2 | 16    | 1      |
| 1983/84 | Montpellier HSC  | Francja | Division 2 | 29    | 2      |
| 1984/85 | Montpellier HSC  | Francja | Division 2 | 23    | 3      |
| 1985/86 | Toulouse FC      | Francja | Division 1 | 35    | 10     |
| 1986/87 | Toulouse FC      | Francja | Division 1 | 37    | 12     |
| 1987/88 | Toulouse FC      | Francja | Division 1 | 22    | 8      |
| 1988/89 | Toulouse FC      | Francja | Division 1 | 28    | 3      |
| 1989/90 | Toulouse FC      | Francja | Division 1 | 26    | 8      |
| 1990/91 | AS Monaco        | Francja | Division 1 | 29    | 4      |
| 1991/92 | AS Monaco        | Francja | Division 1 | 30    | 6      |
| 1992/93 | AS Saint-Étienne | Francja | Division 1 | 36    | 5      |
| 1993/94 | AS Saint-Étienne | Francja | Division 1 | 14    | 2      |
| 1994/95 | AS Saint-Étienne | Francja | Division 1 | 13    | 2      |
| 1995    | Nagoya Grampus   | Japonia | J-League   | 25    | 3      |

## Kariera reprezentacyjna
W reprezentacji Francji Passi zadebiutował 29 kwietnia 1987 w wygranym 2:0 meczu eliminacji do Euro 88 z Islandią. W swojej karierze grał też w eliminacjach do MŚ 1990. Od 1987 do 1988 roku rozegrał w kadrze narodowej 11 meczów i zdobył w nich 2 bramki.
| Mecze i gole w reprezentacji | Mecze i gole w reprezentacji | Mecze i gole w reprezentacji | Mecze i gole w reprezentacji | Mecze i gole w reprezentacji | Mecze i gole w reprezentacji | Mecze i gole w reprezentacji |
| #                            | Data                         | Stadion                      | Rywal                        | Wynik                        | Gol                          | Rozgrywki                    |
| 1987                         | 1987                         | 1987                         | 1987                         | 1987                         | 1987                         | 1987                         |
| ---------------------------- | ---------------------------- | ---------------------------- | ---------------------------- | ---------------------------- | ---------------------------- | ---------------------------- |
| 1.                           | 29.04.1987                   | Paryż, Francja               | Islandia                     | 2:0                          | 0                            | el. ME 1988                  |
| 2.                           | 16.06.1987                   | Oslo, Norwegia               | Norwegia                     | 0:2                          | 0                            | el. ME 1988                  |
| 3.                           | 12.08.1987                   | Berlin, RFN                  | RFN                          | 1:2                          | 0                            | towarzyski                   |
| 4.                           | 09.09.1987                   | Moskwa, ZSRR                 | ZSRR                         | 1:1                          | 0                            | el. ME 1988                  |
| 1988                         |                              |                              |                              |                              |                              |                              |
| 5.                           | 27.01.1988                   | Ramat Gan, Izrael            | Izrael                       | 1:1                          | 0                            | towarzyski                   |
| 6.                           | 02.02.1988                   | Tuluza, Francja              | Szwajcaria                   | 2:1                          | 1                            | Tournoi de France 1988       |
| 7.                           | 05.02.1988                   | Monako, Monako               | Maroko                       | 2:1                          | 0                            | Tournoi de France 1988       |
| 8.                           | 23.03.1988                   | Bordeaux, Francja            | Hiszpania                    | 2:1                          | 1                            | el. ME 1968                  |
| 9.                           | 24.08.1988                   | Paryż, Francja               | Czechosłowacja               | 1:1                          | 0                            | towarzyski                   |
| 10.                          | 28.09.1988                   | Paryż, Francja               | Norwegia                     | 1:0                          | 0                            | el. MŚ 1990                  |
| 11.                          | 22.10.1988                   | Nikozja, Cypr                | Cypr                         | 1:1                          | 0                            | el. MŚ 1990                  |